# Abid Raja

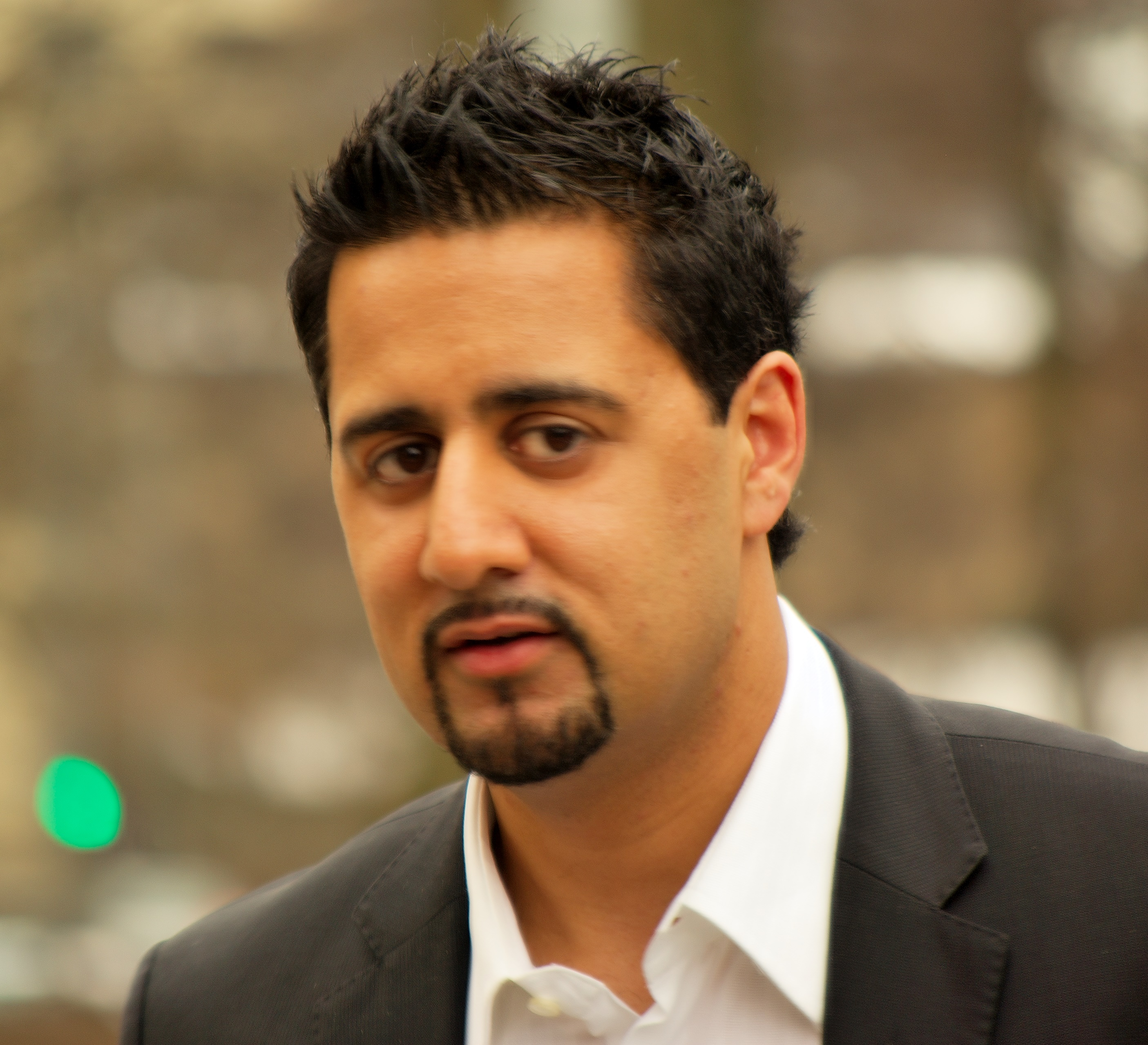
Abid Raja

Abid Qayyum Raja (sinh ngày 5.11.1976 tại Oslo) là luật sư và chính trị gia người Na Uy gốc Pakistan. Trong nhiều năm Raja thường xuyên tham gia vào các cuộc tranh luận truyền hình và diễn đàn công cộng, đã được phương tiện truyền thông nói tới nhiều.

## Thời niên thiếu
Là con của một gia đình người Pakistan cư ngụ ở Na Uy, khi còn là một đứa trẻ, ông đã bị cha mẹ người Pakistan đánh đòn. Cuối cùng "cơ quan bảo vệ trẻ em" ở địa phương đã can thiệp, chăm sóc bảo vệ ông trong 6 tháng. Từ đó trở đi, ông là người chống đối quyết liệt hình phạt thân xác trẻ em bằng đánh đòn.

## Sự nghiệp
Ông tốt nghiệp môn Luật về khoa học nghiên cứu  cách ứng xử (behavioural Sciences) và Nhân quyền ở Đại học Southampton. Năm 2003 Raja được hưởng Học bổng Na Uy để học trường Wadham College ở Đại học Oxford. Ông hiện đang phục vụ trong một hội đồng tư vấn chính phủ.
Ông thường xuyên xuất hiện trên các chương trình tranh luận trên truyền hình và thường xuyên viết op-eds trên các tờ báo quốc gia. Ban đầu ông được công chúng biết đến như là phát ngôn viên của công đồng Hồi giáo Na Uy. Raja là đảng viên của Đảng Tự do Na Uy, và giành được một ghế trong Hội đồng hạt Akershus trong cuộc bầu  cử địa phương năm 2009.
Quan điểm của ông đã khiến ông trở thành nhân vật hơi gây tranh cãi trong số nhiều thành viên bảo thủ hơn của cộng đồng Hồi giáo, chẳng hạn sự chống đối mạnh mẽ hôn nhân do cha mẹ sắp đặt trước của ông.

## Giiả thưởng
Năm 2010 ông được trao Giải Lời nói tự do.